# Brian Smith (rugby à XV)
Pour les articles homonymes, voir Brian Smith et Smith.

a Compétitions nationales et continentales officielles uniquement.

b Matchs officiels uniquement.
Dernière mise à jour le 9 avril 2012.
Brian Smith, né le 9 septembre 1966 à St George (Australie), est un joueur international australien et international irlandais de rugby à XV et australien de rugby à XIII. Il évolue aux postes d'Arrière et de centre à XIII et de demi de mêlée et demi d'ouverture à XV. À sa retraite sportive, il se reconvertit en tant qu'entraîneur.

## Biographie
Brian Smith joue en club avec les Queensland Reds. Il obtient sa première sélection avec l'Équipe d'Australie de rugby à XV le 17 mai 1987 contre l'équipe de Corée. Son dernier test match avec l'équipe australienne a lieu la même année contre l'Argentine le 31 octobre. Il dispute six matchs de la Coupe du monde 1987 où il termine à la 4e place. Puis, il part en Europe et obtient sa première sélection avec l'Irlande le 18 novembre 1989 contre les All Blacks où il joue au poste de demi d'ouverture. Son dernier test match avec le XV du Trèfle est contre l'Écosse le 16 mars 1991. Lors de la saison 1990-1991, il joue avec le club anglais des Leicester Tigers.
De 1991 à 1994, il joue au rugby à XIII avec les Balmain Tigers puis les Eastern Suburbs.
Après sa carrière de joueur, il devient entraîneur et dirige successivement le Sydney Eastern Suburbs RFC jusqu'en 2000, l'équipe des moins de 21 ans des Waratahs en 2000 et 2001, l'équipe d'Australie de rugby à sept en 2001, les Brumbies en tant qu'entraîneur adjoint lors de la saison 2002 de Super 12, le club anglais de Bath Rugby de 2002 à 2004, le club japonais des Ricoh Black Rams lors de la saison 2004-2005 et les London Irish de 2005 à 2008. Puis, il devient en juillet 2008, l'entraîneur de l’attaque de l'équipe d'Angleterre au côté du sélectionneur Martin Johnson. Après, la mauvaise Coupe du monde de l'équipe anglaise, il annonce sa démission en 2011.

## Palmarès

### En tant que joueur
- Quatrième de la Coupe du monde en Coupe du monde avec l'équipe d'Australie.

### En tant qu'entraîneur
- Vainqueur du championnat national des provinces des moins de 21 ans en 2000 et 2001 avec les Waratahs[3].
- Finaliste du Super 12 en Saison 2002 de Super 12 avec les Brumbies[3].
- Finaliste du Challenge européen en 2003 avec Bath Rugby[3] et en 2006 avec les London Irish.
- Finaliste du Championnat d'Angleterre en 2004 avec Bath Rugby[3].

## Statistiques en équipe nationale

### Avec l'équipe d'Australie
- 6 sélections en 1987
- 25 points (3 essais, 5 transformations, 1 pénalité)
- En Coupe du monde : 4 sélections et 8 points (2 essais) en 1987

### Avec l'équipe d'Irlande
- 9 sélections
- 27 points (1 essai, 4 transformations, 3 pénalités, 2 drops)
- sélections par année : 1 en 1989, 4 en 1990 et 4 en 1991
- Tournois des Cinq Nations disputés : 1990 et 1991